# Antonio López-Istúriz White
Pour les articles homonymes, voir Antonio López (homonymie), López, Istúriz et White.
Antonio López-Istúriz White, né le 1er avril 1970 à Pampelune (Espagne), est un homme politique espagnol, membre du Parti populaire (PP), et député européen depuis 2004 dans les rangs du groupe du Parti populaire européen. 
Il est secrétaire général du Parti populaire européen (PPE) de mars 2002 à mai 2022.
En plus d'être membre du comité exécutif du PP, il est secrétaire général de l'Internationale démocrate centriste (IDC-CDI). Co-fondateur du Wilfried Martens Centre for European Studies, le think tank du PPE, il y exerce par ailleurs les responsabilités de secrétaire-trésorier.  

## Biographie

### Premières années et formation
López-Istúriz est né à Pampelune, en Navarre, d'un père espagnol et d'une mère américaine. Étant encore un enfant, sa famille a déménagé à Palma de Majorque, dans les îles Baléares, où ils vivent encore.
Au cours de sa jeunesse, il s'est installé à Madrid, où il a obtenu une licence en droit à l'Université CEU San Pablo, où il a également reçu un diplôme en sciences économiques. 
Outre l'espagnol, il parle couramment l'anglais, qui est la langue de sa mère, le français, le majorquin et l'italien.

### Carrière politique
Pendant ses années d'études, il a commencé à s'impliquer dans la politique en devenant membre de Nuevas Generaciones (Nouvelles générations), l'organisation de la jeunesse du Parti populaire.
Entre 1996 et 1997, il a travaillé comme coordinateur de la section éducation et culture du Parti populaire de la Communauté autonome de Madrid.
En 1997, il a travaillé à Bruxelles comme assistant du chef de la délégation du Parti populaire au Parlement européen jusqu'en 1999, date à laquelle il a été appelé par le président du gouvernement espagnol, José María Aznar, à devenir son assistant personnel. À la suite de cela, il est resté à Madrid pendant près de quatre ans.
En 2002, il est retourné à Bruxelles en tant que secrétaire général du Parti populaire européen, et reste en fonction jusqu'à la fin du mois de mai 2022. En 2004, il est élu sur les listes de son parti en qualité de député européen.
Depuis 2008, il est également secrétaire-trésorier du Wilfried Martens Centre for European Studies. 
De plus, il occupe le poste de président du Groupe d'Amitié Parlementaire Union Européenne-Émirats Arabes Unis (EAU) et de vice-président de l’Intergroupe du Parlement Européen sur les Droits de l’Enfant. En 2022, il a été nommé vice-président honoraire du Forum Européen Conservateur.

### Député européen

#### Premier mandat 2004-2009
Au cours de son premier mandat en tant que membre du Parlement européen, il a été membre de la commission des affaires juridiques et membre suppléant de la commission des transports, membre de l'Assemblée parlementaire ACP-UE, membre suppléant de la commission des affaires étrangères et remplaçant dans la délégation pour les relations avec l'Albanie, Bosnie-Herzégovine et Serbie - Monténégro (y compris le Kosovo).
Parmi ses principales fonctions au sein de la commission des affaires juridiques, il a été rapporteur de divers dossiers et a entrepris une défense ardue de l'insularité des îles Baléares, du tourisme et des régions périphériques. De même, j'ai développé de nombreuses activités pour défendre les droits des enfants et des générations futures.
Pendant son premier mandat, López-Istúriz, est devenu l'eurodéputé qui reçut le plus de groupes de visite, y compris de groupes de handicapés, étudiants universitaires, entrepreneurs, jeunes et retraités qui ont été informés du fonctionnement et de l'importance des institutions européennes[réf. nécessaire].

#### Deuxième législature 2009-2014
Réélu Membre du Parlement Européen en 2009, il a continué à travailler comme membre titulaire dans la commission des Affaires Juridiques et comme substitut dans la commission d’Affaires Étrangères et celle des Transports, tout comme membre de l’Assemblée Parlementaire ACP-UE, substitut dans la sous-commission de Sécurité et Décence et dans la délégation pour les relations avec les Pays du Sud-Est de l’Europe et pour les relations avec les États-Unis.

#### Troisième législature 2014 - 2019
Lors des élections de 2014, il a été réélu pour un troisième mandat jusqu'aux élections européennes de 2019. Il est actuellement membre de la commission du marché intérieur et de la protection des consommateurs et membre suppléant de la commission des affaires étrangères du sous-comité de la sécurité et de la défense, de la délégation pour les relations avec Israël, de la délégation pour les relations avec les États-Unis et de la délégation de l'Assemblée parlementaire pour l'Union pour la Méditerranée. Il est également depuis 2014 président du groupe parlementaire des amis Union européenne-Émirats arabes unis. 
Dans le cadre de sa récente activité parlementaire, López-Istúriz a été rapporteur du rapport sur la proposition de règlement du Parlement européen et du Conseil sur les installations de transport par câbles, rapporteur alternatif pour le rapport sur les relations UE-Chine et pour les rapports pour lesquels le Parlement émet un avis Établir un nouvel accord pour les consommateurs d'énergie et Stratégie européenne de sécurité énergétique. Dans le domaine de l'intérêt et du dévouement aux questions de l'enfance, il a été le premier signataire de la Déclaration écrite l’Investissement dans l’Enfance qui a été approuvé le 7 décembre 2015 avec 428 signatures de députés, un nombre record au Parlement européen.

#### Quatrième législature 2019 - 2024
Lors des élections de 2019, il a été réélu pour un quatrième mandat. Il a été membre de la commission des affaires étrangères et président de la délégation pour les relations avec Israël. Il a également été membre de la délégation pour les relations avec la péninsule arabique et suppléant au sein de la sous-commission de la sécurité et de la défense ainsi que de la délégation pour les relations avec les États-Unis. Il a continué à présider le groupe d'amis du Parlement européen Union européenne-Émirats arabes unis. Ces responsabilités lui ont permis de travailler à la promotion des bonnes relations avec le Moyen-Orient dans une perspective globale. Par ailleurs, il est demeuré particulièrement impliqué dans les questions relatives à l'enfance au cours de cette législature, comme il l'avait été depuis son arrivée au Parlement européen. Il a été vice-président du groupe sur le droit des enfants du Parlement.
Cinquième législature 2024-2029
Il est actuellement président de la délégation de la commission parlementaire mixte UE-México (D-MX). Il est membre de la commission des affaires extérieures (AFET) et de la sous-commission des droits humains (DROI). López-Istúriz White est également le siège de la délégation pour les relations avec Israël (D-IL) et de la délégation pour les relations avec la péninsule arabe (DARP). Il est également substitut de la délégation pour les relations avec les États-Unis (D-US) et de la commission des affaires économiques et monétaires (ECON).

### Parti populaire européen
Antonio López-Istúriz est le secrétaire général du Parti populaire européen (PPE). Il a été élu à ce poste en 2002 à Estoril à titre provisoire et confirmé lors du Congrès de Bruxelles 2004, réélu aux Congrès de Rome 2006, Bonn 2009 et Bucarest 2012.
Lors du dernier congrès statutaire tenu les 21 et 22 octobre 2015 à Madrid, López-Istúriz a été réélu secrétaire général pour la quatrième fois en présence de plus de 3 000 participants, 750 délégations, 850 délégués, 14 chefs d'État et de gouvernement et 11 Commissaires Européens. La chancelière allemande Angela Merkel, le Premier ministre d'Irlande, Enda Kenny et le Premier ministre norvégien Erna Solberg, ainsi que les présidents de la Commission européenne, Jean-Claude Juncker, et du Conseil européen, Donald Tusk, ont participé à ce Congrès.

### IDC-CDI
En 2002, sous la direction du président du gouvernement espagnol d'alors, José María Aznar, il a été élu secrétaire général de l'Internationale démocrate centriste (IDC-CDI), qui regroupe 84 partis de 65 pays. Il continue[évasif] d'occuper ce poste avec la confiance de l'actuel président de l'organisation, l'ancien président de la Colombie, Andrés Pastrana.
López-Istúriz, depuis son poste à l'IDC, maintient son engagement à la défense de la démocratie et à la dénonciation de la violation des droits de l'homme, en particulier à Cuba et au Venezuela. L'IDC produit régulièrement des déclarations et des documents consensuels portant sur la défense des droits de l'homme et la promotion de la démocratie au niveau international.

### Défense des droits de l'enfance
Antonio López-Istúriz White est membre du conseil d'administration de la Fondation ANAR, qui aide les adolescents à risque. Dans son activité en faveur des enfants, López-Istúriz a été l'un des promoteurs de la couverture au niveau national de la Helpline pour les enfants et les adolescents en Espagne. En outre, en 2015, il est devenu Champion des droits de l'enfant pour son travail et son engagement pour les droits des enfants.

### Relations transatlantiques
López-Istúriz a toujours été impliqué dans les relations transatlantiques et, en particulier, avec les États-Unis. Il se rend fréquemment dans ce pays pour rencontrer diverses personnalités politiques et représentants de la société civile.
À cet égard, il s’est réuni à plusieurs reprises avec l’ancien président de la Chambre des représentants des États-Unis, Paul Ryan.
Il a également rencontré le sénateur John McCain, qui a été président de l’Institut Républicain International, avec lequel le PPE collabore. Depuis, López-Istúriz entretient une relation très étroite avec l’International Republican Institute (IRI), le think tank international du Parti Républicain, ainsi qu’avec d’autres organisations comme la Heritage Foundation, le Hudson Institute, le Transatlantic Partnership Network (TPN) et le National Democratic Institute (NDI).
Il a également rencontré d’autres politiciens républicains tels que le sénateur Marco Rubio et les membres du Congrès Chris Smith, Paul Ryan, Ileana Ros-Lehtinen et Mario Díaz-Balart, entre autres. Avec ces deux derniers, ainsi qu'avec l'ancien député Lincoln Díaz-Balart, il a tenté de développer des initiatives et des activités sur le thème de la démocratie à Cuba, pour lesquelles il manifeste également de l'intérêt.
Il entretient également des relations avec les démocrates et les membres du Congrès Albio Sires et Debbie Wasserman Schultz, président du Comité national démocrate et avec des assistants d’Obama comme Rick Holtzapple (directeur des affaires européennes à la Maison Blanche), Michael Froman (conseiller d’Obama pour les questions sécurité) et Miriam Sapiro (responsable du gouvernement pour les affaires commerciales).

## Autres thèmes d'intérêt
Amérique Latine
Un autre thème sur lequel López-Istúriz a été actif dans la promotion de la démocratie à Cuba et au Venezuela, ainsi que l'appui à la dissidence cubaine et à l'opposition vénézuélienne.
Travailleurs autonomes
López-Istúriz a développé une activité intense en faveur des travailleurs autonomes. Insistez sur la pertinence des travailleurs autonomes et des entrepreneurs pour générer de la croissance et de l'emploi.

## Décorations et récompenses
2023 - Membre du jury des prix Carlomagno et Citoyen Européen, attribués par le Parlement Européen.
2016 - Lauréat du prix « Bouclier d'Honneur » de l'Association Européenne de la Presse pour le Monde Arabe (APEMA - Association De La Presse Européenne Pour Le Monde Arabe).
2014 - Décoré de l'Ordre de l'Étoile (Italie).
2013 - Reconnu par le Prix Parlementaire - Eurodéputé de l'Année, décerné par l'Association des Journalistes Parlementaires (APP).
2002 - Nommé Officier de l'Ordre de Bernardo O'Higgins (Chili).
2000 - Décoré de l'Ordre de l'Étoile (Jordanie).